# Plaza Batlle (Artigas)
La plaza Batlle, antes llamada Plaza Independencia, es una de las principales plazas de la ciudad de Artigas. Es considerada la mayor plaza del Uruguay, con dos manzanas o 2 ha. 
Cuenta con plaza de comidas, y diversos elementos cargados de historia:  el monumento a la madre,  donado por la colectividad libanesa, un busto a José Pedro Varela y el mástil del pabellón nacional donde antes se ubicaba el antiguo Reloj.
Entre las dos manzanas en la Av Lecueder, se ubica el Obelisco, “Homenaje a la gloria de los Héroes de 1825”, de 120 toneladas de granito donados por Francisco Piria al entonces Concejal Departamental Eladio Dieste, diseñado por el arquitecto Americo Ricardoni, los diferentes bloques de granito fueron trasladados a la ciudad por tren, junto a las placas de bronce confeccionadas en el Palacio Legislativo.
En dicha plaza, más allá de sus obras escultóricas, se destaca como lugar de paseo y sociabilidad, siendo el actual "centro de la ciudad" los fines de semana. 
En ella comienza año a año el Carnaval de Artigas, transcurriendo por 7 cuadras de la principal avenida de la ciudad, la avenida Cnel. Carlos Lecueder, hasta terminar en la  Plaza Artigas.